# Bruno Longhi (musicista)

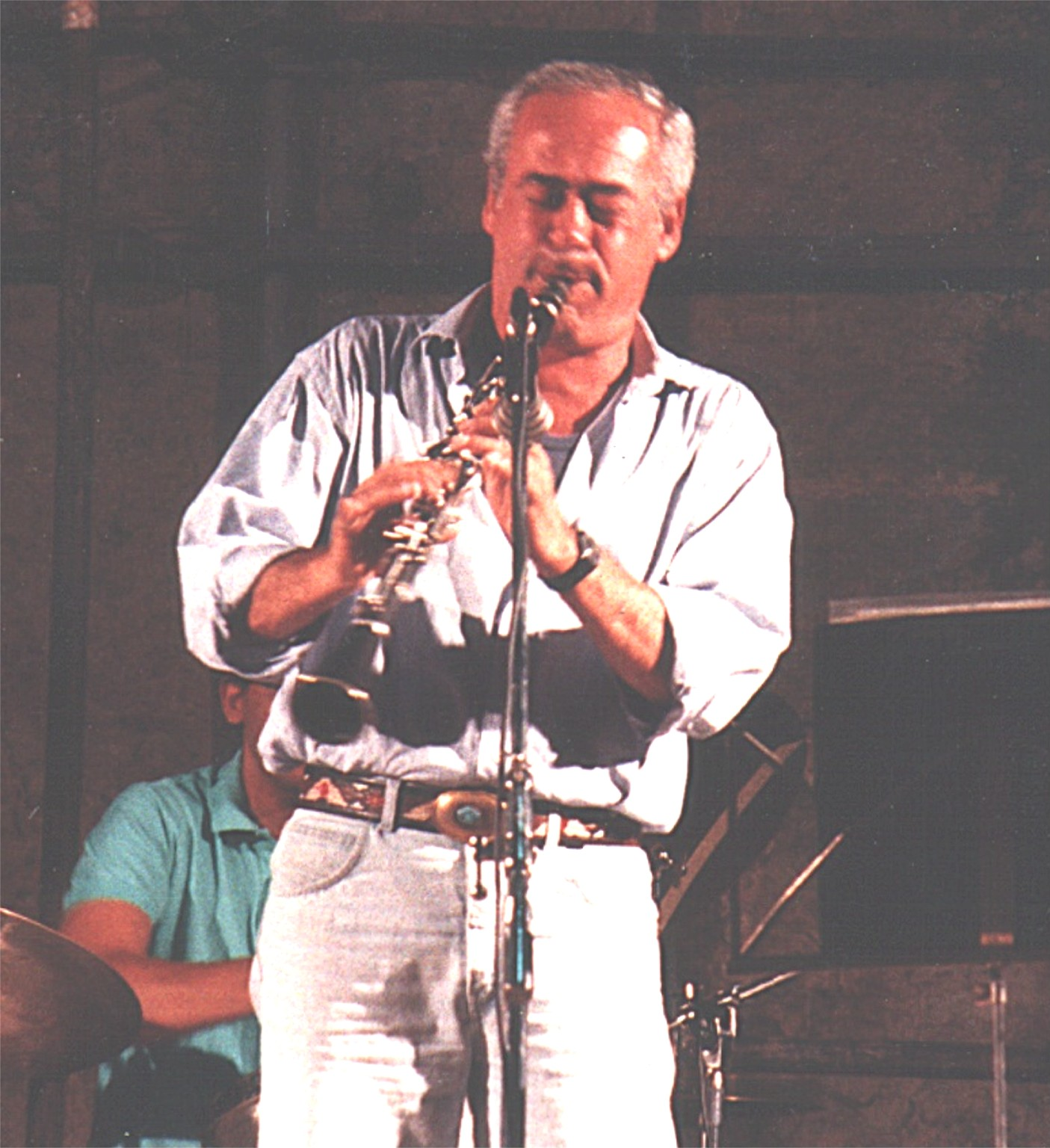
Bruno Longhi

Bruno Longhi (Milano, 8 dicembre 1936 – Broni, 11 marzo 2020) è stato un clarinettista e sassofonista italiano.

## Biografia
Comincia a suonare il jazz nel 1956 con piccole band studentesche. Nel 1960 fonda con Lino Patruno la Riverside Jazz Band  con la quale nel 1960 partecipano a "La Coppa del Jazz". Sempre con la Riverside Jazz Band partecipa a varie trasmissioni televisive tra cui "Il signore di mezza età" (1963) ed incide due dischi con la casa discografica Ricordi (1962) ed uno con la Columbia (col clarinettista americano Albert Nicholas nel 1966). In quegli stessi anni la Riverside Jazz Band collabora anche con la Società del Quartetto di Milano.
Nel 1970 entra a far parte della storica Milan College Jazz Society con la quale faranno centinaia di concerti in tutta Italia (fra cui nel 1977 al Conservatorio di Milano) ed innumerevoli trasmissioni televisive e dischi fra i quali:
1. con Bill Coleman, 1972 per la Durium
2. con Wild Bill Davison nel 1974 per la Durium
3. con Joe Venuti nel 1974 per la Durium
4. nel 1975 con: 
  - Dick Cary e Jimmy Mc Partland per la Carosello
  - Bud Freeman per la Carosello
  - Wingy Manone per la Carosello
  - Ralph Sutton per la Durium
5. con Bud Freeman, Ralph Sutton ed Oscar Klein -XXV anniversario- nel 1976 per la Durium
6. Billy Butterfield nel 1977 per la Carosello
7. Eddie Miller nel 1978 per la Carosello

Nel 1977 e 1978 La Milan College Jazz Society sarà chiamata a rappresentare l'Italia nei Festival di Nizza (Grande Parade du Jazz) e nel Festival di Breda (Paesi Bassi).
Nel 1982 la Milan College Jazz Society viene premiata dal Comune di Milano (Sindaco Carlo Tognoli) con la "Medaglia d'oro di benemerenza civica".
Nel 1983 Bruno Longhi entra a far parte della European Jazz Stars (i migliori solisti d'Europa) con la quale farà un ciclo di trasmissioni per la televisione elvetica ed innumerevoli tours europei.
Nel 1984 e 1985 suona come solista a New York e New Orleans.
A seguire fonderà vari gruppi swing fra cui l’Italian Clarinet Summit (nel 1987) con il quale porterà il jazz italiano nei vari festivals europei (Svizzera, Germania, Paesi Bassi).
Innumerevoli le collaborazioni con grandi musicisti italiani e stranieri; alcuni dei video di concerti e trasmissioni televisive sono visibili su YouTube e Dailymotion.
È morto nel marzo 2020, vittima del COVID-19.